# 李逢春
李逢春，顺天宛平（今北京）人，清朝政治人物。
李逢春曾于1780年接替鞠　任宝山县知县一职，1780年由沈荣清接任。